# Elvio Bizzaro
Elvio Bizzaro (Treviso, 23 agosto 1934) è un ex cestista italiano.

## Carriera
Nel corso degli anni cinquanta ha vestito la maglia della Ginnastica Triestina. Ha disputato gli Europei 1955 con la Nazionale italiana; complessivamente ha disputato 14 partite in maglia azzurra, mettendo a segno 49 punti.